# BBL Drizzy
«BBL Drizzy» (publicado con el nombre de archivo «BBL DRIZZY BPM 150.mp3») es un «diss track beat» del productor discográfico estadounidense Metro Boomin. La canción fue lanzada el 5 de mayo de 2024, criticando a Drake en respuesta a la rivalidad entre Drake y Kendrick Lamar, que consistía en múltiples diss tracks de ambos bandos. Utiliza un sample de una canción, lanzada el 14 de abril, del mismo nombre del comediante King Willonius. Es el primer ejemplo notable de uso de un sample de IA en la música hip-hop convencional, según Billboard.
Metro anunció que ofrecería un beat gratis y un premio en efectivo de 10 000 dólares a quien hiciera el mejor rap sobre la pista de acompañamiento, en un esfuerzo por burlarse del artista de hip hop Drake. El título de la canción alude a un rumor de que Drake recibió un levantamiento de glúteos brasileño, conocido como «BBL» (por su nombre en inglés Brazilian butt lift) en la jerga moderna.
«BBL Drizzy» rápidamente se volvió viral, generando más de 3,3 millones de reproducciones en SoundCloud en una semana.

## Antecedentes
La rivalidad entre Drake y Kendrick Lamar es una rivalidad de rap en curso entre el artista estadounidense Kendrick Lamar y el artista canadiense Drake que se intensificó a principios de 2024. Metro Boomin se involucró estrechamente en la disputa después de que él, Lamar y Future lanzaron la canción «Like That» en marzo de 2024, lo que intensificó aún más el conflicto. En abril de 2024, Drake lanzaría la canción «Push Ups», en la que resta importancia directamente la participación de Metro en la rivalidad con la frase Metro shut your hoe ass up and make some drums («Metro cierra la boca y haz algunos tambores»). En la canción «Family Matters», Drake antagoniza aún más a Metro, referenciándolo directamente en la canción una vez más.
Rick Ross acuñó la frase «BBL Drizzy», acusando a Drake de recibir un levantamiento de glúteos brasileño, una forma de cirugía de aumento de glúteos. Drake también se refirió a la participación de Ross en la disputa en la canción «Push Ups», rapeando: Can't believe he jumpin' in, this nigga turnin' 50 / Every song that made it on the chart, he got from Drizzy / Spend that lil' check you got and stay up out my business («No puedo creer que haya saltado, este negro cumple 50 años / Cada canción que llegó a la lista, la obtuvo de Drizzy / Gástate ese pequeño cheque que tienes y no te metas en mis asuntos»). Ross respondió con su diss «Champagne Moments», acuñando la frase BBL Drizzy en X (anteriormente conocido como Twitter) e Instagram mientras promocionaba la canción. Inspirado por una publicación en X de Rick Ross, el actor cómico Willonius Hatcher, que se hace llamar King Willonius en línea, lanzó una canción de parodia de R&B generada por IA titulada «BBL Drizzy». La canción fue creada utilizando Udio, un modelo de inteligencia artificial generativa que produce música. Hatcher declaró que inicialmente experimentó con diferentes géneros musicales, incluidos country, afrobeat y yacht rock, antes de decidirse por el R&B.

## Lanzamiento
El 5 de mayo de 2024, Metro respondió al diss de Drake en «Family Matters» en X y lanzó un instrumental titulado «BBL DRIZZY 150 BPM.mp3» en SoundCloud, sampleando «BBL Drizzy», una canción cómica de R&B de King Willonius. Sin que Metro lo supiera en ese momento, las voces y el instrumental de la pista original fueron generados completamente por un modelo de inteligencia artificial. Además del lanzamiento del beat, Metro también anunció que realizaría un concurso en las redes sociales para quien pudiera producir el mejor rap de estilo libre sobre el beat, y el ganador recibiría un beat gratis. Los usuarios de plataformas de redes sociales como TikTok, Instagram y X reaccionaron rápidamente y publicaron sus propias versiones de la canción poco después. El 6 de mayo, Metro anunció que también le daría al ganador un premio de $10,000, y el segundo lugar también recibiría un premio. En una semana, la canción había recibido más de 3,3 millones de reproducciones en SoundCloud y mantuvo el puesto número uno en la lista «New and Hot» de la plataforma. Metro aún tiene que elegir un ganador para el concurso.

## Recepción
Tras su lanzamiento, la canción recibió inmediatamente una amplia atención en las plataformas de redes sociales. Celebridades notables y personalidades de Internet, incluidos Elon Musk y Dr. Miami, reaccionaron al beat. Varias corporaciones también respondieron, incluida la empresa de tecnología educativa Duolingo y la empresa charcutera Oscar Mayer.
Además de que los usuarios lanzaran raps de estilo libre sobre el instrumental, la pista también se convirtió en un fenómeno viral en el que los usuarios creaban remezclas de la canción más allá del género hip hop. Muchos recrearon la canción en otros géneros, incluido el house, el merengue y música de Bollywood. Los usuarios también crearon versiones de la canción en una variedad de instrumentos musicales, incluidos saxofón, guitarra y arpa.

### Uso de inteligencia artificial
«BBL Drizzy» ha provocado un amplio debate sobre el uso de inteligencia artificial generativa para crear arte y música. Es el primer ejemplo notable de una canción generada por IA que se utiliza como sample en la producción musical comercial. La aceptación de la canción por parte del público en general a pesar de las controversias en torno al arte de la IA ha provocado un debate sobre las posibles ramificaciones de un crecimiento de la música comercial que utiliza la IA.

## Secuelas
Inmediatamente después del lanzamiento de «BBL Drizzy», Drake respondió en un comentario de Instagram, preguntando si Metro realmente había cheffed a beat about [his] ass («cocinado un ritmo sobre [su] trasero»). Posteriormente, el 24 de mayo, fue incluido en el mixtape de la rapera Sexyy Red, In Sexyy We Trust. En este proyecto, Drake rapearía sobre el instrumental «BBL Drizzy» en la canción «U My Everything».